# Cursed (sèrie de televisió)
Maleïda (títol original en anglès, Cursed) és una sèrie de televisió web estatunidenca de drama i fantasia, basada a la novetat homònima de Frank Miller i Tom Wheeler. La sèrie es va estrenar el 17 de juliol de 2020 a Netflix.
Netflix va descriure la sèrie com una «història de creixement amb temes que ens són familiars del nostre temps: la destrucció del món natural, el terror religiós, la guerra sense sentit i trobar el coratge per a enfrontar-se a l'imposible».

## Temporades
| Temporada | Temporada         | Episodis | Emissió a EUA        | Emissió a EUA        |
| Temporada | Temporada         | Episodis | Estrena              | Final                |
| --------- | ----------------- | -------- | -------------------- | -------------------- |
|           | Primera temporada | 10       | 17 de juliol de 2020 | 17 de juliol de 2020 |

## Personatges i intèrprets
- Nimue / Wolf Blood Witch (temporada 1-en progrés), interpretada per Katherine Langford.
- Arthur (temporada 1-en progrés), interpretat per Devon Terrell.
- Merlí (temporada 1-en progrés), interpretat per Gustaf Skarsgård.
- Weeping Monk / Lancelot (temporada 1-en progrés), interpretat per Daniel Sharman.
- Uther Pendragon (temporada 1-en progrés), interpretat per Sebastian Armesto.
- Pym (temporada 1-en progrés), interpretat per Lily Newmark.
- Morgana (temporada 1-en progrés), interpretada per Shalom Brune-Franklin.
- Green Knight / Gawain (temporada 1-en progrés), interpretat per Matt Stokoe.
- Lancia Rossa (temporada 1-en progrés), interpretada per Bella Dayne.
- Father Carden (temporada 1), interpretat per Peter Mullan.